# 1953 في رومانيا
فيما يلي قوائم الأحداث التي وقعت خلال عام 1953 في رومانيا.

## رياضة
- 1 يناير – دوري الدرجة الأولى الروماني 1953 الفائز نادي ستيوا بوخارست.

## مواليد

### مارس
- 11 مارس – لاسزلو بولوني لاعب كرة قدم.
- 24 مارس – سورين بوبا رياضياتي أمريكي.

### أبريل
- 17 أبريل – يونوت بوبا
- 20 أبريل – أليكساندرو كولر لاعب كرة قدم روماني.

### أغسطس
- 17 أغسطس – هيرتا مولر روائية وشاعرة ألمانية رومانية.

### ديسمبر
- 15 ديسمبر – كونستانتين أليكساندرو مصارع هاوي روماني.
- 16 ديسمبر – ليونارد أوبريا

## وفيات

### أبريل
- 4 أبريل – كارول الثاني (مواليد 1893) ملك مملكة رومانيا سابقاً.

### مايو
- 16 مايو – نيكولاي راديسكو (مواليد 1874) سياسي روماني.
- 17 مايو – إليمر هيرش (مواليد 1896) لاعب كرة قدم.

### يونيو
- 20 يونيو – آرثر سيزر (مواليد 1892)

### أغسطس
- 14 أغسطس – فريدريش شور (مواليد 1888)